# Monatsläufer

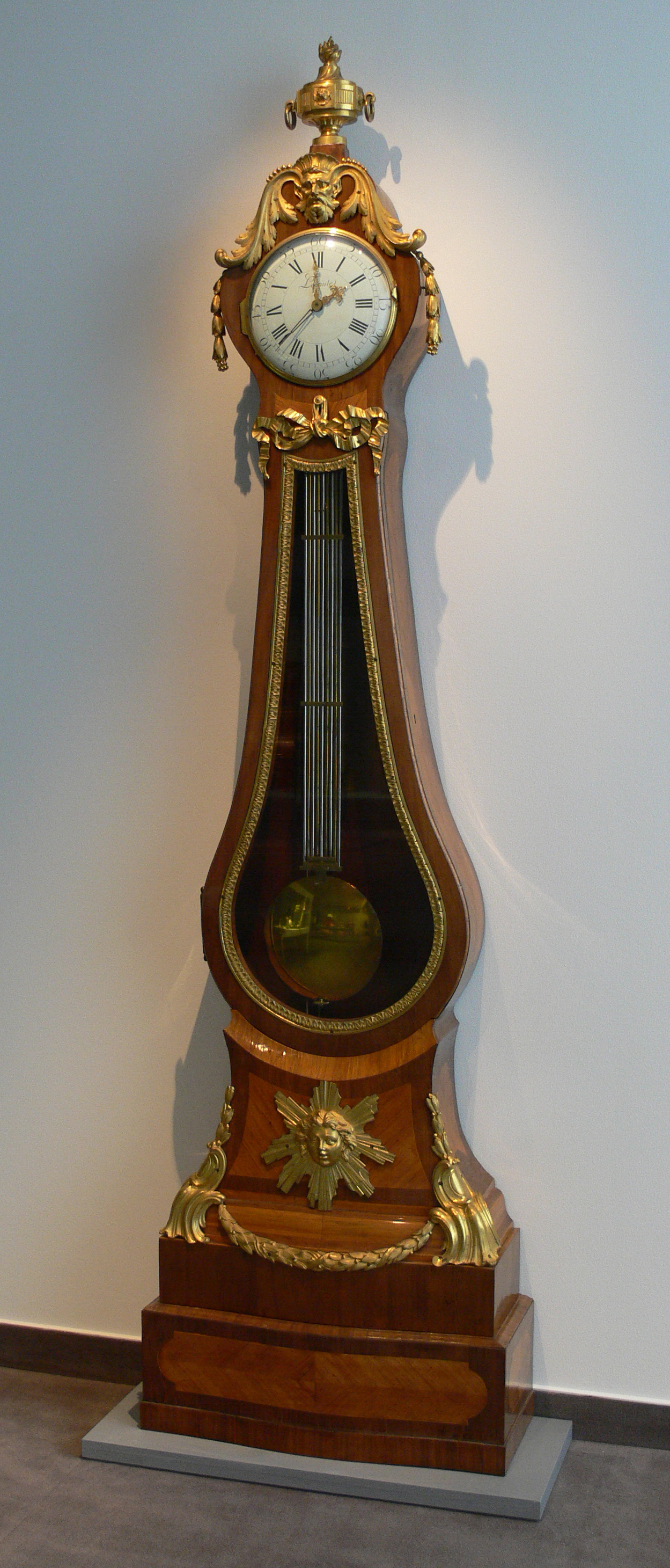
Monatsläufer in Kunstgewerbemuseum Berlin

Als Monatsläufer (auch Monatsuhr) bezeichnet man mechanische Uhrwerke, die eine Gangdauer von etwa 30 Tagen haben. Es handelt sich überwiegend um Pendeluhren. 
Um in diesem Zeitraum wirklich wartungsfrei laufen zu können, musste neben dem Aufziehen auch das Nachstellen der Uhrzeit entfallen. Daher wurden für langlaufende Uhren mit hoher Präzision gefertigte (und damit teure) Uhrwerke verwendet. Monatsläufer sind relativ selten und daher Sammlerstücke.